# Spisok Rastenij Gerbarija Flory SSSR
Spisok Rastenij Gerbarija Flory SSSR (abreviado Spisok Rast. Gerb. Fl. S.S.S.R. Bot. Inst. Vsesojuzn. Akad. Nauk) es una revista con ilustraciones y descripciones botánicas que es editada en Leningrado desde el año 1932 con el nombre de Spisok Rastenij Gerbarija Flory SSSR Izdavaemogo Botaniceskim institutom Vsesojuznogo akademii nauk. Schedae ad herbarium florae URSS ab instituto botanico academiae scientiarum URSS editum, subtitulada en latín Schedae ad Herbarium florae URSS ab Instituto Botanico Academiae Scientiarum URSS editum. Fue precedida por Spisok Rast. Gerb. Russk. Fl. Bot. Muz. Rossijsk. Akad. Nauk.